# آلبرتسون فان زو پوست
آلبرتسون فان زو پوست (هلندی: Albertson Van Zo Post; ۲۸ ژوئیهٔ ۱۸۶۶ – ۲۳ ژانویهٔ ۱۹۳۸) شمشیرباز اهل ایالات متحده آمریکا بود.